# Leichtathletik-Weltmeisterschaften 2005/4 × 400 m der Männer

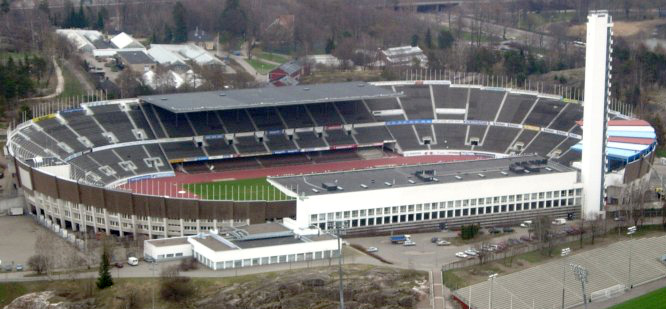
Das Olympiastadion in Helsinki im Mai 2005

Die 4-mal-400-Meter-Staffel der Männer bei den Leichtathletik-Weltmeisterschaften 2005 wurde am 26. und 27. August 2005 im Olympiastadion der finnischen Hauptstadt Helsinki ausgetragen.
Weltmeister wurden die Vereinigten Staaten in der Besetzung Andrew Rock (Finale), Derrick Brew, Darold Williamson und Jeremy Wariner (Finale) sowie den im Vorlauf außerdem eingesetzten Miles Smith und LaShawn Merritt.

Den zweiten Platz belegte Bahamas mit Nathaniel McKinney, Avard Moncur, Andrae Williams und Chris Brown (Finale) sowie dem im Vorlauf außerdem eingesetzten Troy McIntosh.

Bronze ging an Jamaika in der Besetzung Sanjay Ayre, Brandon Simpson (Finale), Lansford Spence und Davian Clarke sowie dem im Vorlauf außerdem eingesetzten Michael Blackwood.
Auch die nur im Vorlauf eingesetzten Läufer erhielten entsprechendes Edelmetall. Rekorde und Bestleistungen standen dagegen nur den tatsächlich laufenden Athletinnen zu.

## Bestehende Rekorde
| Weltrekord | 2:54,29 min | USA (Andrew Valmon, Quincy Watts, Harry Reynolds, Michael Johnson) | WM 1993 in Stuttgart, Deutschland | 22. August 1993 |
| WM-Rekord  | 2:54,29 min | USA (Andrew Valmon, Quincy Watts, Harry Reynolds, Michael Johnson) | WM 1993 in Stuttgart, Deutschland | 22. August 1993 |

Der bestehende WM-Rekord wurde bei diesen Weltmeisterschaften nicht eingestellt und nicht verbessert.
Zwei Staffeln stellten Weltjahresbestleistungen auf, ein Team lief neuen Landesrekord.
- Weltjahresbestleistungen:
  - 2:59,73 min – Bahamas (Nathaniel McKinney, Avard Moncur, Troy McIntosh, Andrae Williams), 1. Vorlauf am 13. August
  - 2:56,91 min – USA (Andrew Rock, Derrick Brew, Darold Williamson, Jeremy Wariner), Finale am 30. August
- Landesrekord:
  - 2:57,32 min – Bahamas (Nathaniel McKinney, Avard Moncur, Andrae Williams, Chris Brown), 1. Vorlauf am 13. August

## Vorrunde
Die Vorrunde wurde in drei Läufen durchgeführt. Die ersten beiden Staffeln pro Lauf – hellblau unterlegt – sowie die darüber hinaus zwei zeitschnellsten Teams – hellgrün unterlegt – qualifizierten sich für das Finale.

### Vorlauf 1
| Platz | Staffel     | Besetzung                                                                       | Zeit (min) |
| ----- | ----------- | ------------------------------------------------------------------------------- | ---------- |
| 1     | Bahamas     | Nathaniel McKinney Avard Moncur Troy McIntosh (Vorlauf) Andrae Williams         | 2:59,73 WL |
| 2     | Jamaika     | Michael Blackwood (Vorlauf) Sanjay Ayre Lansford Spence Davian Clarke           | 2:59,75    |
| 3     | Polen       | Piotr Klimczak Marcin Marciniszyn Robert Maćkowiak Rafał Wieruszewski (Vorlauf) | 3:00,38    |
| 4     | Deutschland | Simon Kirch Kamghe Gaba Florian Seitz Bastian Swillims                          | 3:03,17    |
| 5     | Schweden    | Mattias Claesson Jimisola Laursen Johan Wissman Thomas Nikitin                  | 3:03,62    |
| 6     | Botswana    | Obakeng Ngwigwa California Molefe Tshepho Kelaotswe Masheto Gakologelwang       | 3:06,39    |

### Vorlauf 2
| Platz | Staffel             | Besetzung                                                                      | Zeit (min) |
| ----- | ------------------- | ------------------------------------------------------------------------------ | ---------- |
| 1     | USA                 | Miles Smith (Vorlauf) Derrick Brew LaShawn Merritt (Vorlauf) Darold Williamson | 3:00,48    |
| 2     | Trinidad und Tobago | Ato Modibo Julieon Raeburn Renny Quow Damion Barry                             | 3:01,91    |
| 3     | Russland            | Dmitri Forschew Andrei Rudnizki Andrei Polukejew (Vorlauf) Jewgeni Lebedew     | 3:02,05    |
| 4     | Ukraine             | Aleksey Rachkovskiy Andrij Twerdostup Mikhail Knysh Vitaliy Dubonosov          | 3:03,41    |
| 5     | Spanien             | David Testa David Canal David Melo Antonio Manuel                              | 3:06,03    |
| 6     | Simbabwe            | Nelton Ndebele Talkmore Nyongani Brian Dzingai Temba Ncube                     | 3:06,26    |
| DSQ   | Japan               | Yūzō Kanemaru Kenji Narisako Yoshihiro Horigome Mitsuhiro Sato                 |            |

### Vorlauf 3
| Platz | Staffel                 | Besetzung                                                                        | Zeit (min)                     |
| ----- | ----------------------- | -------------------------------------------------------------------------------- | ------------------------------ |
| 1     | Großbritannien          | Robert Tobin Martyn Rooney Malachi Davis Graham Hedman (Vorlauf)                 | 3:01,95                        |
| 2     | Frankreich              | Leslie Djhone Naman Keïta Abderrahim El Haouzy Marc Raquil                       | 3:02,86                        |
| 3     | Dominikanische Republik | Arismendy Peguero Carlos Santa Danny García Antonio Side                         | 3:03,57                        |
| 4     | Italien                 | Claudio Licciardello Edoardo Vallet Luca Galletti Andrea Barberi                 | 3:04,40                        |
| 5     | Südafrika               | Jan von der Merwe Ockert Cilliers Ter de Villiers Louis Jacobus van Zyl          | 3:04,64                        |
| 6     | Nigeria                 | Saul Weigopwa Musa Audu Bola Lawal Enefiok Udo-Obong                             | 3:07,91                        |
| DSQ   | Saudi-Arabien           | Hamdan al-Bishi Hadi Soua’an al-Somaily Hamed Hamadan al-Bishi Mohammed al-Salhi | IAAF Rule 170.19 Wechselfehler |

## Finale
14. August 2005, 21:20 Uhr
| Platz | Staffel             | Besetzung | Zeit (min)                               |
| ----- | ------------------- | --- | ---------------------------------------- |
| 1     | USA                 | Andrew Rock (Finale) Derrick Brew Darold Williamson Jeremy Wariner (Finale) im Vorlauf außerdem: Miles Smith LaShawn Merritt | 2:56,91 WL                               |
| 2     | Bahamas             | Nathaniel McKinney Avard Moncur Andrae Williams Chris Brown (Finale) im Vorlauf außerdem: Troy McIntosh                      | 2:57,32 NR                               |
| 3     | Jamaika             | Sanjay Ayre Brandon Simpson (Finale) Lansford Spence Davian Clarke im Vorlauf außerdem: Michael Blackwood                    | 2:58,07                                  |
| 4     | Großbritannien      | Timothy Benjamin (Finale) Martyn Rooney Robert Tobin Malachi Davis im Vorlauf außerdem: Graham Hedman                        | 2:58,82                                  |
| 5     | Polen               | Marcin Marciniszyn Robert Maćkowiak Piotr Rysiukiewicz (Finale) Piotr Klimczak im Vorlauf außerdem: Rafał Wieruszewski       | 3:00,58                                  |
| 6     | Frankreich          | Leslie Djhone Naman Keïta Abderrahim El Haouzy Marc Raquil                                                                   | 3:03,10                                  |
| 7     | Russland            | Dmitri Forschew Andrei Rudnizki Oleg Mischukow (Finale) Jewgeni Lebedew im Vorlauf außerdem: Andrei Polukejew                | 3:03,20                                  |
| DSQ   | Trinidad und Tobago | Ato Modibo Julieon Raeburn Renny Quow Damion Barry                                                                           | IAAF Rule 170.11 Meldefehler Aufstellung |

## Video
- Athletics 2005 Helsinki WC – 4X400m relay men - gold USA, youtube.com, abgerufen am 29. September 2020